# 魅族16s Pro
魅族16s Pro是魅族科技在2019年8月31日发布的一款基于Android操作系统的旗舰手机，也是其“16”系列的最后一款旗舰手机，该手机继承了16系列的“极边全面屏”造型，背部左上角三摄，搭载当时最新的高通骁龙855+处理平台。

## 硬件及设计
魅族16s Pro正面采用“极边全面屏”造型，屏占比91.53%，上下对称的非挖孔非异形屏也在众多手机厂商中独树一帜，被许多媒体称为“全面屏时代的净土”，但也被有些消费者诟病“没有创新”。背面采用左上角三摄竖直排列模式，环形闪光灯镶嵌在最下面摄像头外。发布4种配色：梦幻独角兽，暮光森林，黑之谧镜，白色物语。其中，梦幻独角兽与白色物语的前面板为白色，这在市面上的全面屏手机中亦为数不多。
屏幕采用6.2英寸三星1080P的AMOLED屏幕，屏幕采样率160Hz。采用高通骁龙855+处理平台，安兔兔跑分达到46万，搭载LPDDR4x内存和全系UFS 3.0闪存。该机器搭载3600mAh电池，24W mcharge快充，最快响应时间0.15s的屏下指纹。
相机方面，魅族16s Pro搭载了“全索尼”三摄系统，主摄的光学传感器采用4800万像素的IMX586，配有OIS防抖；副摄的光学传感器则采用2000万像素的IMX350；魅族旗舰手机上最新加入的超广角镜头，其光学传感器则选用1600万像素的IMX481，最大广角角度可达117°。而在前置摄像头方面依，该机型旧是沿用魅族在16th系列、16s、16Xs等手机上的2000万像素摄像头。
而16s Pro上依旧沿用自15系列启用的mengine横向（X轴）线性马达，采用了与16s同款的mengine3.0。
魅族16s Pro仅重166g，与同时期旗舰手机相比更加轻薄。

## 软件及价格
魅族16s Pro搭载了基于Android 9.0的Flyme 8.0定制操作系统，最低发售价为人民币2699元（6 GB+128 GB），最高配置版发售价为人民币3299元（8 GB+256 GB）。

## 评价
魅族16s Pro发布以来反响剧烈，被许多网友称为“真香机”。2019年11月6日，魅族16s Pro获得2019 CMC天鹅奖“年度最佳美学设计手机奖”。
| 前任： 魅族16s | 魅族16s Pro 2019 | 繼任： 魅族17/17 Pro |